# Оскар Марија Граф
Оскар Марија Граф (Берг, 22. јул 1894 — Њујорк, 28. јун 1967), немачки књижевник.
Као радикални социјалиста учествовао је у немачком револуционарном покрету. Био је противник националсоцијалиста од самог почетка. 1933. године емигрирао је у Беч, па у Праг. Нацисти су покушали присвојити његово дело, а он им одговара чувеним протестом "Спалите ме", после чега су му одузели немачко држављанство. Од 1938. године живио је у САД. Писао је песме, али је најпознатији као романописац, сликар свог баварског завичаја. Његов се израз одликује разумевањем за тзв. малог човека и крепким пучким хумором.

## Дела
- „Револуционари“
- „Дивни људи“
- „Ми смо узници“
- „Баварски Декамерон“
- „Живот моје мајке“
- „Велико сељачко огледало“
- „Антон Ситингер“